# District Sud (Séville)
Pour les articles homonymes, voir District sud.
Le district Sud (distrito Sur en espagnol) est un des onze districts administratifs de la ville andalouse de Séville, en Espagne.
Il est situé au centre sud de la ville. Il est limité au sud par le district de Bellavista–La Palmera, à l'ouest par le canal Alphonse-XIII et par le district de Los Remedios, au nord-ouest par le district Casco Antiguo, au nord-est par les districts de Nervión et de Cerro-Amate et par la commune d'Alcalá de Guadaíra et à l'est par la commune de Dos Hermanas. Sa population est de 75 620 habitants.

## Quartiers
Le district est formé de 14 quartiers :
- El Prado-Parque de María Luisa (es) (846 habitants) ;
- Huerta de la Salud (es)  (5 120 habitants) ;
- El Porvenir (es) (6 959 habitants) ;
- Tabladilla-La Estrella (es) (3 906 habitants) ;
- Bami (es) (4 035 habitants) ;
- Giralda Sur (es) (2 392 habitants) ;
- El Plantinar (es) (6 833 habitants) ;
- Felipe II-Los Diez Mandamientos (es) (2 854 habitants) ;
- Tiro de Línea-Santa Genoveva (es) (5 200 habitants) ;
- El Juncal-Híspalis (es) (5 961 habitants) ;
- La Oliva (es) (5 943 habitants) ;
- Avenida de la Paz (es) (3 528 habitants) ;
- Las Letanías (es) Las Letanías (4 106 habitants) ;
- Polígono Sur (Séville) (es) (17 937 habitants).

Lieux dans le district
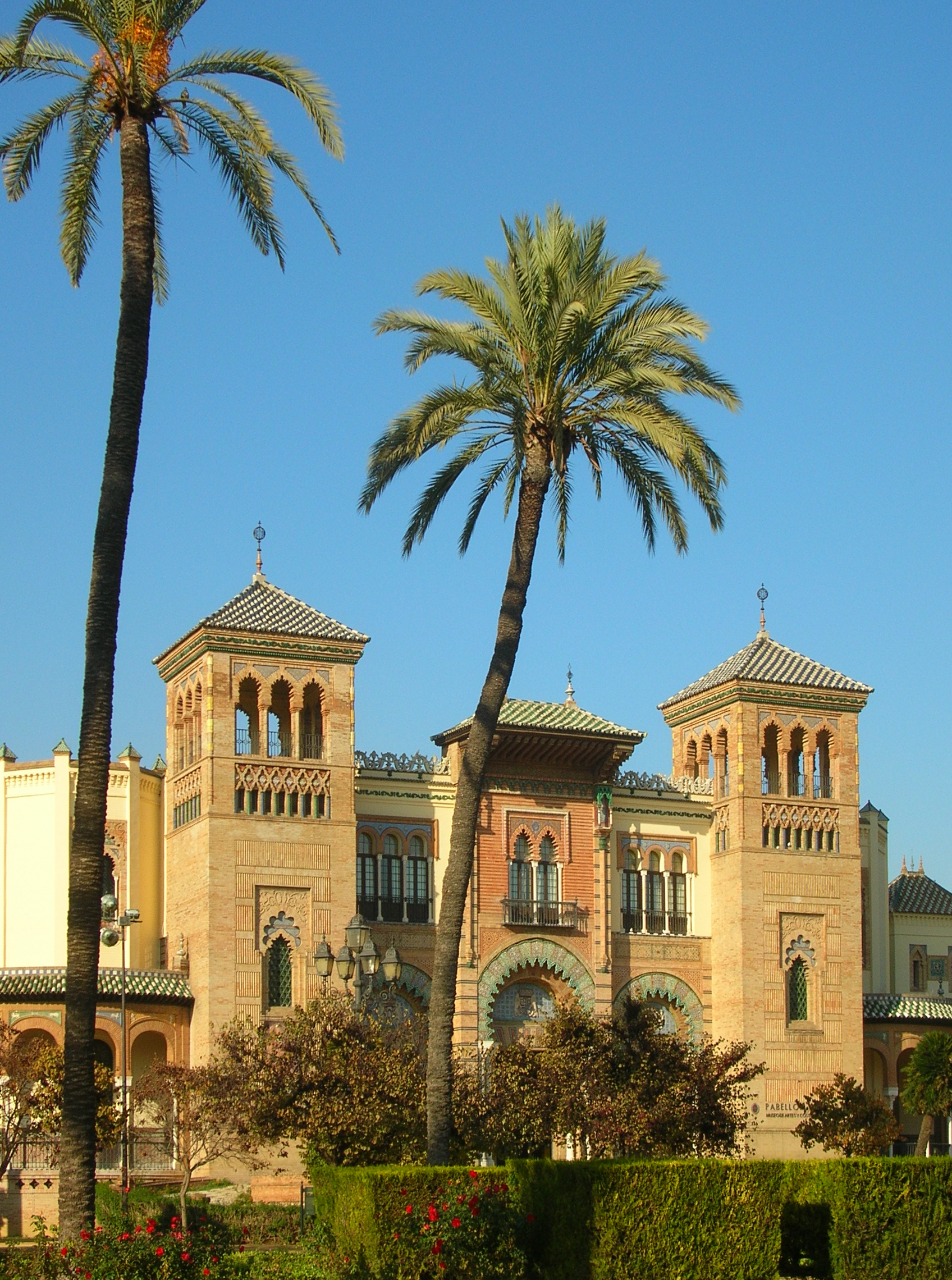
La place d'Amérique.
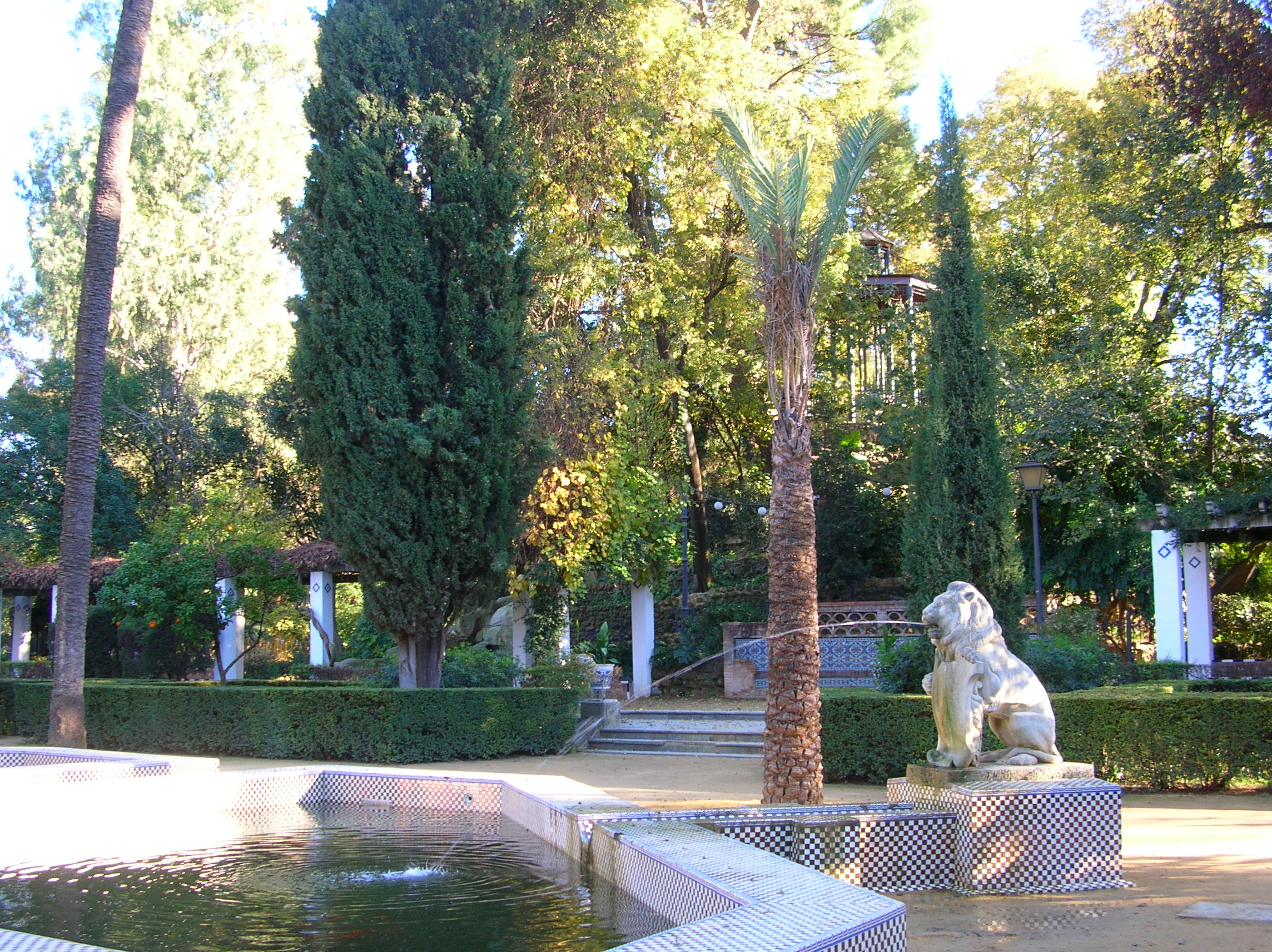
Le parc de María Luisa, le plus grand parc de la ville.
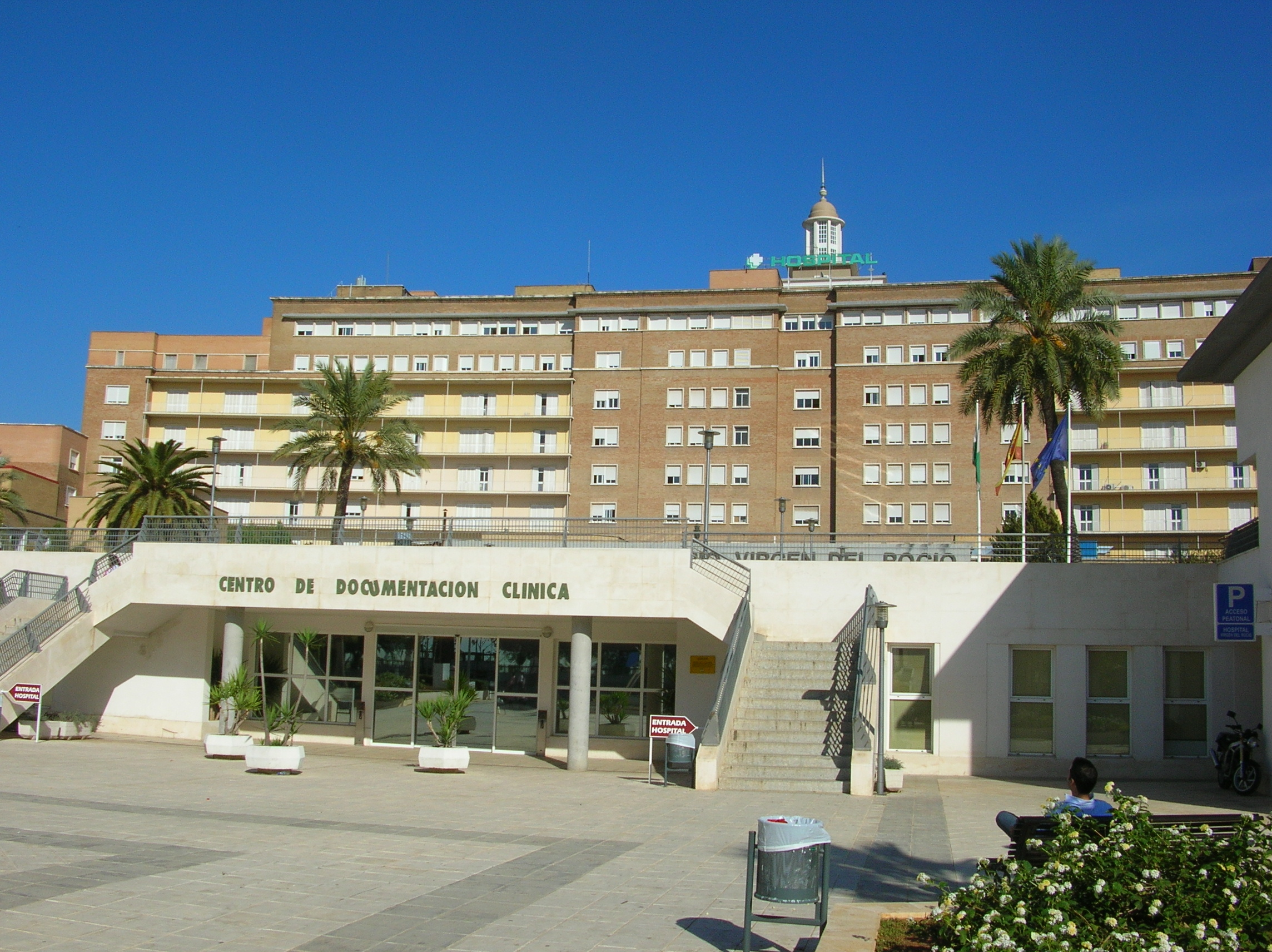
Les Hôpitaux universitaires Virgen del Rocío.